# 吾紳
吾 紳（ご しん、1383年 - 1441年）は、明代の官僚。字は叔縉。本貫は衢州開化県。

## 生涯
1404年（永楽2年）、進士に及第した。翰林院庶吉士に任じられた。段民・章敞らとともに文淵閣に入り、『永楽大典』の編纂事業に参加した。1411年（永楽9年）、刑部主事に任じられ、刑罰の審理で名声があった。1418年（永楽16年）、刑部郎中に進んだ。1419年（永楽17年）、礼部右侍郎に抜擢され、礼部尚書の呂震を補佐した。1420年（永楽18年）、広東右参議に左遷された。1426年（宣徳元年）、召還されて南京刑部侍郎となり、命を受けて両広・福建方面の官を考査した。1429年（宣徳4年）、再び礼部右侍郎に任じられた。1430年（宣徳5年）、南京礼部右侍郎として出向した。ほどなく母が死去したため、吾紳は辞職して喪に服した。1434年（宣徳9年）、官に復帰して南京刑部右侍郎に転じた。1440年（正統5年）、礼部右侍郎に任じられた。1441年（正統6年）8月乙酉、在官のまま死去した。享年は59。